# Масляк Степан Володимирович

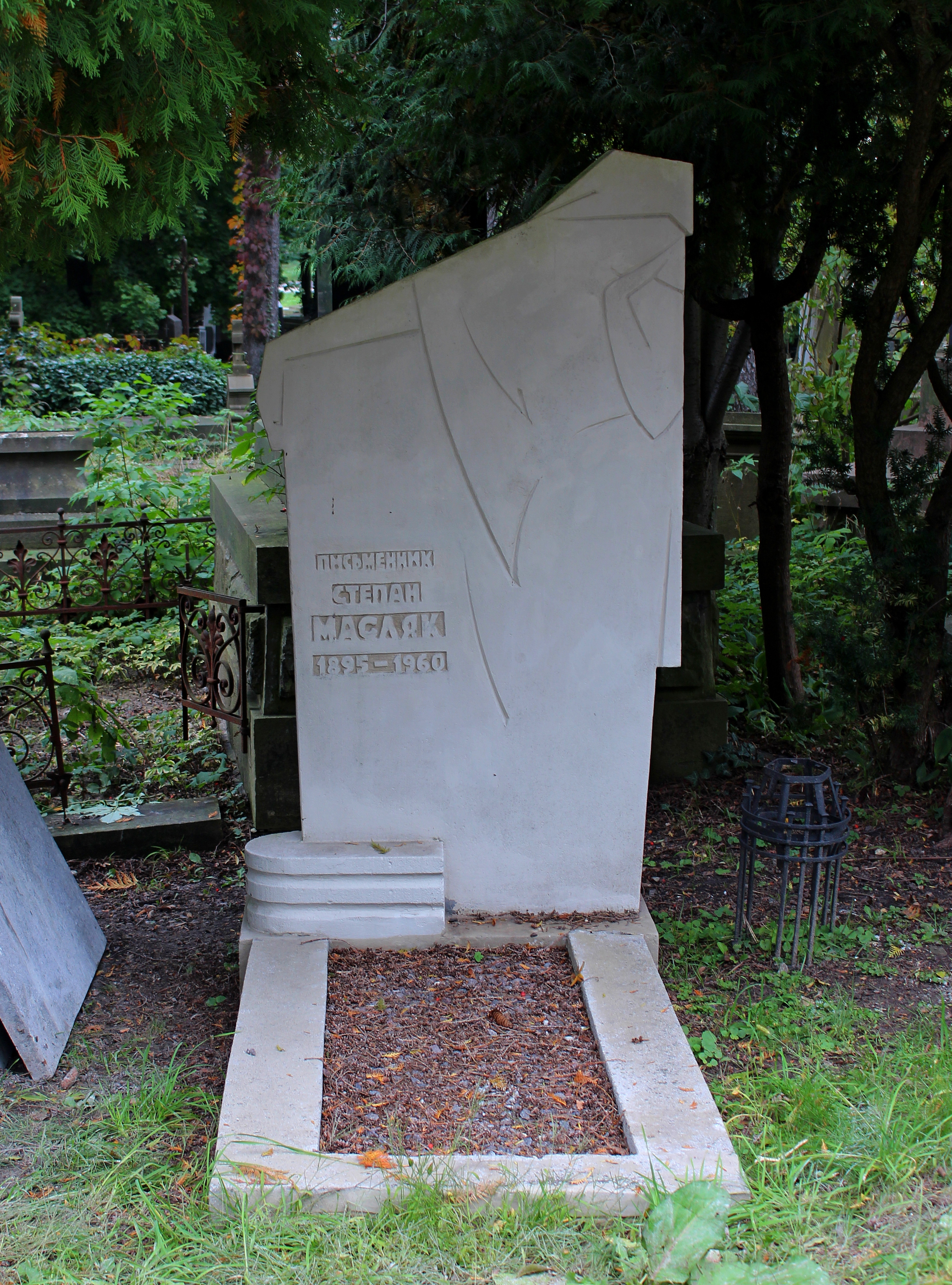

Степан-Юрій Володимирович Масляк (19 листопада 1895, Станиславів, нині Івано-Франківськ — 8 липня 1960, Львів) — український поет, перекладач. Син Володимира Масляка.

## Біографія
Народився 19 листопада 1895 року в м. Станиславові, нині Івано-Франківськ, Україна.
Навчався на філософському факультеті Українського таємного університету (м.Львів). «Стрілецький Календар-Альманах Пресової Кватири У. С. В. в полі на звичайний рік 1917» (Львів, 1917 р.) опублікував «Листи з поля» січовика Івана Балюка до С.-Ю.Масляка.
1924 р., щоб уникнути переслідувань, емігрував до Чехословаччини. У Празі здобув вищу педагогічну освіту (1928), працював учителем. У 1945 р. повернувся на Батьківщину, з 1946 р. викладав у Львівському університеті.
Помер 8 липня 1960 р. у Львові. Похований на Личаківському цвинтарі (поле № 1 б).

## Творчість
Був він, як і батько, поетом, письменником, перекладачем і педагогом. Багато перекладав з польської, чеської та інших мов. Серед його перекладів найбільшу популярність здобув твір «Пригоди бравого вояка Швейка» Ярослава Гашека. Степан-Юрій брав активну участь у визвольних змаганнях. Переслідувала його польська влада за симпатії до комунізму. Тому 1924 р. емігрував до Чехії. У Празі 1928 р. він закінчив Український педагогічний інститут і здобув ступінь доктора музикології. Після війни 1945 року повернувся до Львова і викладав у Львівському університеті чеську і словацьку літературу.
У 1920-х роках вийшли друком його писання у львівській лівій пресі (в журналах «Нова Культура» й «Вікна»). У 1930 р. поему «Пролом», яку писав 12 років, вислав до УРСР. У довгому листі просив Василя Бобинського, щоб той її видав. Але поема не з'явилася друком в УРСР. С.-Ю. Масляк все ж таки видав її 1934 р. своїм коштом, накладом 120 примірників. Писав С.-Ю. Масляк також ліричні твори не тільки українською, але й польською, чеською та німецькою мовами. Проте більшість із них так і залишилася в рукописах. Після Другої світової війни написав роман «Будівля здоров'я»
Досліджував творчість чеських письменників: М. Маєрової, Я. Гашека, І. Ольбрахта, К. Свєтлої.

### Власні твори
Автор поем «Їздці» (1915), «Пролом» (1934); драматичного етюду «Епілог» (1928); повісті «Будинок здоров'я» (1965, посм.).

### Переклади
- Ярослав Гашек Пригоди бравого вояка Швейка (Київ: Радянський Письменник, 1958).
- З чеської також переклав «Ліхтар» А. Ірасека, «Микола Шугай розбійник» І. Ольбрахта, «Дзвінкова королева» К. Свєтлої.
- З польської мови — твори А. Асника, М. Конопницької, А. Міцкевича, Ю. Словацького, Ю. Тувіма.
- Польською мовою перекладав твори Л. Глібова, Н. Забіли, М. Ісаковського, С. Маршака, Л. Первомайського, М. Рильського, В. Сосюри, О. Суркова, П. Тичини, Ю. Федьковича, Т. Шевченка.
- Створив, крім того, переклади з італійської, німецької, словацької, французької мов, а також переклади 17-х оперних лібрето.